# Patapoklosi
Patapoklosi é um município da Hungria, situado no condado de Baranya. Tem 12,65 km² de área e sua população em 2019 foi estimada em 319 habitantes.